# Белльгамб, Жан
Жан Белльгамб Старший, также Жан Беллегамб, (фр. Jehan Bellegambe,  Jean Bellegambe, Belgamb, Belganb) (около 1470, Дуэ, Фландрия — 1535 или 1536, Дуэ, Фландрия) — фламандский живописец эпохи Возрождения, работавший главным образом в городе Дуэ (ныне во Франции) и его окрестностях.

## Биография
Родился в Дуэ в обеспеченной семье ремесленника. Его отец, Жорж Белльгамб, был краснодеревщиком и музыкантом. О его учителе ничего не известно, но в его работах видно влияние Яна Провоста. Возможно, он обучался в мастерских Брюгге, Антверпена или Брюсселя. Имя Жана Белльгамба впервые встрачается в документах 1504 года, где его называют мастером-живописцем и состоящим в браке горожанином.
Жан Белльгамб всю жизнь работал в родном городе, создав множество алтарных картин для местных церквей, храмов Арраса, Камбре и окрестных аббатств — Флин, Маршьен, Аншен. Отчёты города Дуэ свидетельствуют о разнообразных работах художника по созданию гербов, костюмов для городской стражи, росписи авмонов, часов на башне и т. д. Количество крупных заказов, выполненных Белльгамбом, говорит о том, что в его мастерской состояло множество учеников и работников. Жана Белльгамба называли «старшим», поскольку его внук Жан также был художником.
Произведения Белльгамба хранятся в Дуэ, Аррасе, Лилле, музеях США. Триптих «Благовещение» находится в коллекции Эримитажа.
Спокойные сбалансированные композиции Белльгамба, его трактовка пейзажа, мягкий гармоничный колорит произведений указывают на связь его стиля с творчеством Герарда Давида и Квентина Массейса. В XVII и XVIII веках его настоящее имя было забыто, но произведения высоко ценились в Дуэ и соседних городах, где его называли «Мастер цвета» (фр. Maître des couleurs). Интерес к работам Белльгамба вновь пробудился у историков искусства лишь в XIX веке.

## Основные произведения
| Картина | Название по-русски / по-французски                                  | Год создания         | Размеры, техника                                                                                             | Местонахождение                         | Примечание |
| ------- | ------------------------------------------------------------------- | -------------------- | --- | --------------------------------------- | --- |
|         | Алтарь Селье фр. Retable triptyque du Cellier                       | около 1508 1511—1512 | центральная панель: 101,6 x 61 см левая створка: 95.9 x 25.4 см правая створка: 95.3 x 24.1 см дерево, масло | Музей Метрополитен, Нью-Йорк, США       | Триптих создан для аббатства Флин близ Дуэ. Второе название: «Прославление семьи святого Бернарда». В качастве сестры Бернарда изображена заказчица — настоятельница монастыря Jeanne de Boubais. |
|         | Алтарь из Аншана фр. Retable d’Anchin                               | около 1511           | 178 x 360 см дерево, масло                                                                                   | музей Шартрёз, Дуэ, Франция             | Полиптих заказал аббат Charles Coguin для аббатства Аншен-де-Пекенкур между 1509 и 1513 годами для главного алтаря церкви аббатства. Полиптих состоит из девяти панелей, две из них имеют изображения с двух сторон. |
|         | Благовещение (триптих) фр. Triptyque de l'Annonciation              | 1516                 | 102,5х32 см (боковая створка); 180х179,5 см (центр); 103х33 см (боковая створка) холст, масло                | Эрмитаж, Санкт-Петербург, Россия        | Создан по заказу аббата Гийома IV из аббатства Синт-Трёйден. |
|         | Триптих Непорочного Зачатия фр. Triptyque de l'Immaculée Conception | 1526                 | 224 x 93 см (каждая створка) дерево, масло                                                                   | музей Шартрёз, Дуэ, Франция             | Триптих создан для алтаря церкви Реколле в Дуэ. Центральная панель не сохранилась. На внутренней стороне изображены папа Сикст IV, утвердивший догмат непорочного зачатия, с отцами церкви и жертвователь Jean Pottier из Дуэ со своей семьёй и святыми. На другой стороне створок изображены жертвоприношение святого Иоакима и раздача милостыни святой Анной, обе в гризайле. |
|         | Триптих мистического купания фр. Triptyque du Bain mystique         | около 1530           | 81 x 58 см дерево, масло                                                                                     | Дворец изящных искусств, Лилль, Франция | Триптих создан для аббатства Аншен близ Дуэ |